# Air (hudební skupina)
Air je francouzské hudební duo tvořené Nicolasem Godinem a Jean-Benoît Dunckelem.
Jejich prvním počinem bylo EP Premiers Symptômes následované deskou Moon Safari (1998). Úspěšný debut zaznamenal páté místo v britské hitparádě, velkou popularitu jim zajistil singl „Sexy Boy". Neméně úspěšné byly i následující desky The Virgin Suicides, 10 000 Hz Legend a Talkie Walkie.
Na aktuálním albu Pocket Symphony, které vyšlo 5. března 2007 hostoval Jarvis Cocker ze skupiny Pulp a Neil Hannon z The Divine Comedy, producentem desky je Nigel Godrich. V březnu absolvovali evropské a severoamerické turné, zastavili se i na kalifornském festivalu Coachella.

## Diskografie

### Studiová alba
- 1998 - Moon Safari
- 2000 - The Virgin Suicides
- 2001 - 10 000 Hz Legend
- 2004 - Talkie Walkie
- 2007 - Pocket Symphony
- 2009 - Love 2
- 2012 - Le voyage dans la lune (A Trip to the Moon)
- 2014 - Music for Museum

### Ostatní
- 1999 - Premiers Symptômes (kolekce singlů vydaných v letech 1995 - 1997)
- 2002 - Everybody Hertz (remixová verze desky 10 000 Hz Legend)
- 2003 - City Reading (Tre Storie Western)
- 2006 - Late Night Tales: Air (tzn. mixtape Air - neobsahuje žádné vlastní skladby, jedná se o výběr „cizích" písní. Vyšlo v rámci Late Night Tales jako 15. mixtape na labelu Azuli Records)